# Ocyphaps lophotes

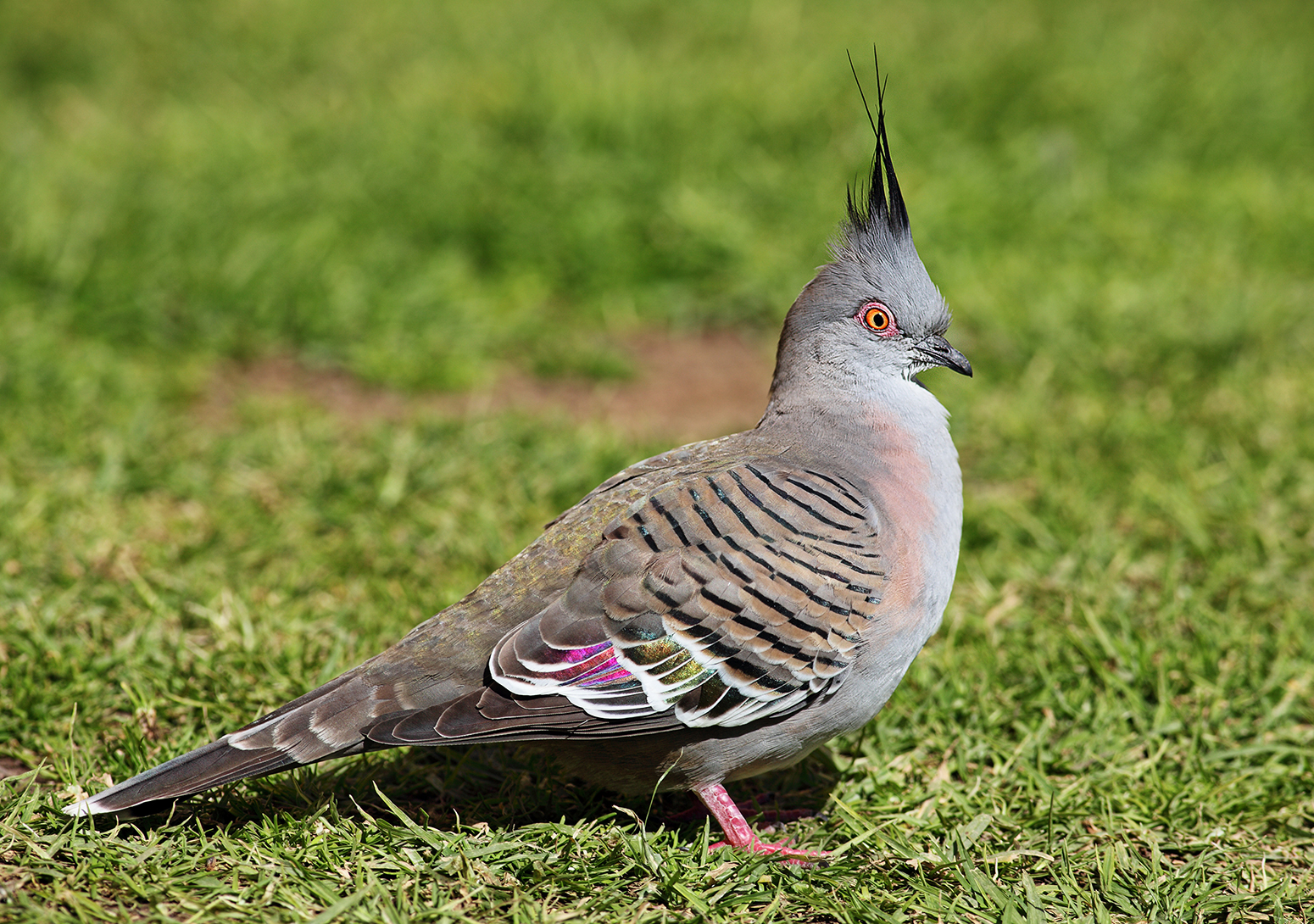

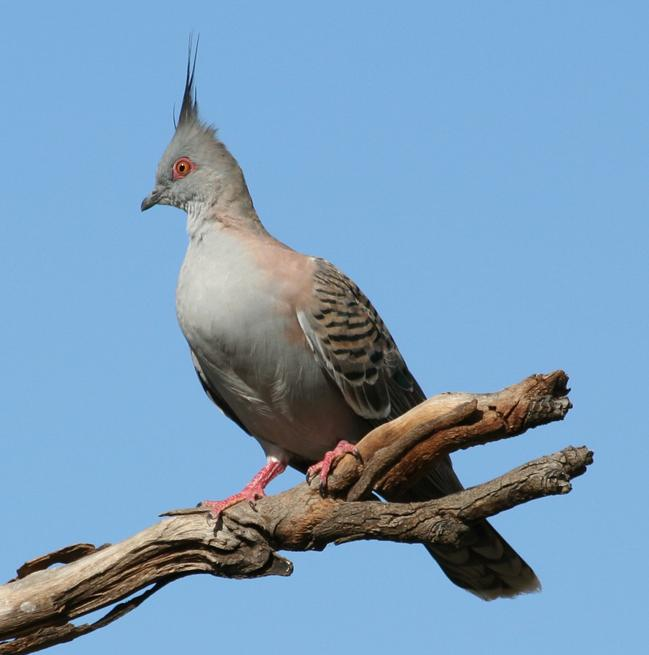
Bồ câu mào

Bồ câu mào (danh pháp khoa học: Ocyphaps lophotes) là một loài chim phân bố rộng khắp lục địa Australia ngoại trừ khu vực nhiệt đới viễn bắc. Nó là loài duy nhất trong chi Ocyphaps. Chỉ có hai loài bồ câu Úc có mào dựng đứng là bồ câu mào và bồ câu Spinifex, trong đó bồ câu mào là loài lớn hơn.
Con trưởng thành có thân dài từ 30–34 cm.